# Aksjomat sumy
Aksjomat sumy ({\displaystyle Ax\bigcup {\mathcal {}}}) – jeden z aksjomatów teorii mnogości Zermela-Fraenkla.
Aksjomat ten można wypowiedzieć następująco:
{\displaystyle \forall u\exists y\forall x(x\in y\Leftrightarrow \exists z(z\in u\wedge x\in z))}.
Aksjomat ekstensjonalności gwarantuje jednoznaczność wyznaczenia takiego zbioru, który nazywamy sumą zbioru {\displaystyle u} i oznaczamy symbolicznie {\displaystyle \bigcup {\mathcal {u}}}.
W matematyce często używa się notacji zindeksowanej, na przykład: {\displaystyle \bigcup _{i=1}^{n}x_{i}:=\bigcup \{x_{i}\}_{i=1}^{n}}.
Szczególnym wnioskiem wynikającym z tego aksjomatu jest istnienie sumy dwóch zbiorów – dla danych dwóch zbiorów: {\displaystyle a} i {\displaystyle b} definiujemy {\displaystyle a\cup b:=\bigcup \{a,b\}}. Istnienie rodziny {\displaystyle \{a,b\}} zapewnia aksjomat pary.